# Symfonie nr. 1 (Matthews)
David Matthews voltooide zijn Symfonie nr. 1 opus 9 in 1975.
Het was niet de eerste poging die Matthews waagde om een symfonie te schrijven. Zijn eerste kwam tot stand toen hij werkte aan het Mahlerproject; onder andere uitmondend in Symfonie 10 van Mahler. Daarna kwamen nog een aantal vruchteloze pogingen om een symfonie te voltooien, maar Matthews vond net als velen in die tijd dat de symfonie als stijlicoon haar tijd had gehad. In 1975 was het dan eindelijk zover; Matthews leverde zijn Sinfonia op. Norman del Mar speelde het met de Academy of the BBC op het Stroud Festival op 8 oktober 1975. Al direct na de eerste uitvoering was de componist niet geheel tevreden met het werk. In 1978 volgde toen de min of meer definitieve versie; een tweede symfonie was er al, dus bleef als titel alleen nog Symfonie nr. 1 over.
Matthews componeerde het werk als zijnde één deel. Het heeft wel de klassieke structuur van drie secties, doch die zijn doorgecomponeerd en Matthews gaat zonder opvallende kenteringen van sectie naar sectie. De definitieve versie van de symfonie begint met een inleiding van een soloharp. Na veel geschrap in de eerste versie verdwenen ook twee hoorns uit de partituur. Na de opening openen de celli met een koraal en het werk loopt via tonale melodieën door tot het eind. Als tweede sectie dient zich een scherzo aan; het derde is een aantal variaties die teruggrijpen op het scherzo. Basis voor het gehele werk is de toon A, zowel begin- als eindtoon.
De muziek is voor Matthews doen nogal druk en vrolijk. Rustige passages zijn nauwelijks te vinden. Sporadisch treft men een passage aan, die lijkt op het slot van zijn derde symfonie waarin de wereld lijkt stil te staan. Een opvallende passage zit midden in het werk, waarin een akkoordenopbouw plaatsvindt die erg lijkt op eenzelfde structuur in de tiende symfonie van Mahler.

## Orkestratie
- 2 dwarsfluiten beide piccolo, 2 hobo's waarvan nummer 2 ook althobo, 2 klarinetten waarvan nummer 2 ook esklarinet, a-klarinet en basklarinet en 2 fagotten;
- 2 (eerst 4) hoorns, 2 trompetten
- pauken, 1 man / vrouw percussie voor glockenspiel, harp;
- eerste violen, tweede violen, altviolen, celli, contrabassen.

## Discografie
- Uitgave Dutton Vocalion: BBC National Orchestra of Wales o.l.v. Martyn Brabbins; een opname uit 2008.